# Stenus amabilis
Stenus amabilis är en skalbaggsart som beskrevs av Thomas Casey. Stenus amabilis ingår i släktet Stenus och familjen kortvingar. Inga underarter finns listade i Catalogue of Life.